# Chavaughn Walsh
Chavaughn Camarley „Hungry“ Walsh (geb. 29. Dezember 1987 in Saint John’s) ist ein antiguanischer Sprinter.
Er trat 2015 bei den Leichtathletik-Weltmeisterschaften 2017 in London an und bei den Olympischen Spielen 2016 in Rio de Janeiro. Bei den Olympischen Spielen trat er in der 4 × 100-m-Staffel im Team mit Cejhae Greene, Jared Jarvis und Tahir Walsh an. Das Team kam auf eine Zeit von 38,44 s und schied nach dem Vorlauf aus. Bei den Leichtathletik-Weltmeisterschaften 2017 startete er nicht.

## Persönliche Bestzeiten
im Freien
- 100 m – 10,22 s (+1,8 m/s, San Marcos 2015)
- 200 m – 20,85 s (−0,1 m/s, Houston 2015)

Indoor
- 60 m – 6,59 s (Houston 2016)
- 200 m – 21,05 s (College Station 2015)